# Ormosia baldensis
Ormosia baldensis är en tvåvingeart som beskrevs av Mendl 1974. Ormosia baldensis ingår i släktet Ormosia och familjen småharkrankar. Inga underarter finns listade i Catalogue of Life.